# Becki Newton
Rebecca Sara "Becki" Newton (nascida em 4 de Julho de 1978) é uma atriz norte-americana. Newton é conhecida por seu papel na minissérie Ugly Betty.

## Filmografia
| Filmes        | Filmes                            | Filmes                          | Filmes                                                                          |
| Ano           | Filme                             | Personagem                      | Notas                                                                           |
| ------------- | --------------------------------- | ------------------------------- | ------------------------------------------------------------------------------- |
| 2004          | P.S.                              | Rebecca                         |                                                                                 |
| 2007          | August Rush                       | Jennifer                        |                                                                                 |
| 2019          | Otherhood                         | Andrea                          |                                                                                 |
| Televisão     |                                   |                                 |                                                                                 |
| Ano           | Título                            | Personagem                      | Notas                                                                           |
| 2001          | Burly TV                          | Host                            |                                                                                 |
| 2003          | Cold Case                         | Young Melanie                   | Episódio: "Look Again"                                                          |
| 2003–2004     | The Guiding Light                 | Fantasy Daughter                |                                                                                 |
| 2004          | The Men's Room                    | Lily                            | 2 episódios                                                                     |
| 2004          | American Dreams                   | Mindy                           | 3 episódios                                                                     |
| 2004          | Law & Order: Special Victims Unit | Colleen Heaton                  | Episódio: "Weak"                                                                |
| 2005          | Charmed                           | Glamoured                       | Episódio: "Charmed"                                                             |
| 2006–2010     | Ugly Betty                        | Amanda Tanen Fey Sommers Ruthie | 85 episódios                                                                    |
| 2007          | American Dad!                     |                                 | Voz, 2 episódios: "When a Stan Loves a Woman" (2.16); "I Can't Stan You" (2.17) |
| 2010          | Love Bites                        | Annie                           |                                                                                 |
| 2012          | How I Met Your Mother             | Quinn                           |                                                                                 |
| 2022–presente | The Lincoln Lawyer                | Lorna Taylor                    | Elenco principal                                                                |